# Служба потокового вещания видео
Слу́жба пото́кового веща́ния ви́део  (англ. video streaming service — видеостриминговый сервис) — платформа[прояснить], обеспечивающая потоковую трансляцию различных событий в режиме реального времени. Службы являются медиаиздателями и способом распространения видеоконтента. Особенностью и преимуществом служб видеовещания над телевидением, которое также функционирует в режиме живого вещания, является предоставление возможности трансляции любому пользователю с минимальным количеством требуемых инструментов, а также наличие обратной связи.

## Технология
Службы видеотрансляций используют технологию потокового вещания. Потоковое вещание требует исходный носитель — камеру, аудиоинтерфейс, программное обеспечение для захвата изображения с экрана, кодер для оцифровывания содержания и высокоскоростное подключение к сети Интернет. Так как смартфон и планшетный компьютер обычно объединяют в себе большую часть требуемых функции, для начала трансляции с этих устройств требуется только установленное приложение видеостримингого сервиса.
Все потоковые технологии используют сжатие, чтобы уменьшить размер аудио и видео файлов, так что они могут быть извлечены и проиграны удалёнными зрителями в режиме реального времени. Сжатие применяется как для видео (кодеки H.264, MPEG-4, VP6 и VP8, Windows Media Video (WMV), и MPEG-1/2), так и для звука (аудиокодеки AAC, Vorbis, WMA и MP3).

## Сферы использования
Самая большая доля аудитории служб видеовещания принадлежит платформам по игровой тематике, на которых блогеры ведут прямую трансляцию своей игры. На этих же платформах проводятся трансляции киберспортивных турниров, которые не транслируются телевидением. Благодаря таким сервисам пользователь может познакомиться с продуктом (видеоигрой) ещё до её покупки и принять итоговое решение об её приобретении. Выгоду от этого получает как пользователь, так и издатель игры, которую транслирует блогер, тем самым её бесплатно рекламируя. Также издатели игр проводят свои рекламные кампании на этих платформах. Они предоставляют более ранний доступ к игре популярному стримеру, который показывает её потенциальным покупателям.
Службы видеовещания являются хорошим инструментом медийных персон для связи со своей аудиторией. Многие известные личности уже используют данные сервисы для показа своей жизни «за кулисами». Мобильные приложения видеострима воплощают принципы журналистики будущего, где каждый пользователь является и редакцией, и вещательной станцией, и телередактором. С помощью видеостриминговых сервисов можно следить практически за любой точкой планеты, где есть интернет, в режиме реального времени. Так, во время серии террористических атак в Париже 2015 года пользователи вели прямую трансляцию в Periscope с улиц, на которых ещё недавно звучали выстрелы. Некоторые телеканалы также начали проводить прямые трансляции через мобильные стриминговые сервисы.

## Крупнейшие сервисы

### Twitch.tv
Служба занимает доминирующее положение на рынке. За декабрь 2015 года зарегистрировано более 9 миллионов уникальных пользователей. Основной тематикой вещания на платформе является трансляция прохождения видеоигр — летсплеев. Также, используется для трансляции киберспортивных соревнований. На долю ресурса приходится порядка 2 % трафика в США в пиковые часы. В августе 2014 года сервис был куплен компанией Amazon за 970 млн $.

### Прямые трансляции на YouTube
Главный и прямой конкурент Twitch.tv от компании Google, появившийся в августе 2015 года на основе YouTube. Основной тематикой прямых трансляций YouTube также являются игровые видео. Главными преимуществами сайта являются более удобный и дружелюбный интерфейс, скорость загрузки видео, возможность хранения записи трансляции на хостинге, а также уже имеющаяся аудитория YouTube.

### Livestream
Служба потокового видеовещания, существующая с 2007 года. Сервис не ограничивает пользователей в темах вещания, как Twitch. Аудитория сервиса насчитывает более 40 млн зрителей ежемесячно. В список пользователей сервиса входят Spotify, Gannett, Всемирный экономический форум, Tesla, SpaceX, НБА, RISD, Clinton Global Initiative, а также более 200 американских телевизионных каналов.

### Periscope
Служба видеовещания от компании Twitter, Inc. для трансляции с мобильных устройств. Аккаунт приложения можно привязать к аккаунту Twitter, в котором появляются уведомления о начале трансляции, благодаря чему приложение быстро набрало большую аудиторию. Уже через 4 месяца после запуска Periscope насчитывал 10 миллионов зарегистрированных пользователей, а также 350 000 часов просмотренного видео ежедневно. Главным преимуществом является простота и удобство приложения — после установки приложения трансляцию можно начать нажатием одной кнопки.

## Видеостриминговые сервисы в законодательстве РФ
Согласно Федеральному закону РФ № 97-ФЗ от 5 мая 2014 года «Об информации, информационных технологиях и о защите информации», также известному как «Закон о блогерах», каждый пользователь, ведущий трансляцию на аудиторию свыше 3000 пользователей в сутки — приравнивается к СМИ и обязан соблюдать законодательство Российской Федерации.